# كولن فالك
كولن فالك (بالإنجليزية: Colin Falck)‏ (14 يوليو 1934)؛ روائي بريطاني.